# La Vérité (Henner)
Pour les articles homonymes, voir La Vérité.
La Vérité est un tableau peint par Jean-Jacques Henner entre 1898 et 1902. Il est conservé au Musée Henner à Paris.
Cette peinture à l'huile inachevée est la première version d'une œuvre aujourd’hui disparue, commandée en 1896 pour la Salle des Autorités de la Sorbonne à Paris . Il a été trouvé inachevé à la mort de l'artiste en 1905 .
On distingue dans ce tableau deux figures féminines superposées car Henner a recommencé son tableau sur la même toile, en tournant simplement son support à quatre-vingt-dix degrés. Cette représentation de la Vérité est dépourvue des attributs qui lui sont habituellement associés, tel que le miroir  ou le puits .
Le Musée Henner conserve également une étude pour cette première version : un dessin exécuté vers 1896-1898, au crayon noir et sanguine sur papier .